# Dithmarscher Landeszeitung
Die Dithmarscher Landeszeitung (DLZ) ist eine regionale Tageszeitung mit Sitz in Heide. Sie wurde 1870 durch den Kaufmann Johann A. Ebel als Heider Anzeiger gegründet. Heute erscheint sie mit einer Auflage von 20.928 verkauften Exemplaren.

## Geschichte

### Von der Gründung bis zur Jahrhundertwende
Gegründet wurde die Dithmarscher Landeszeitung zunächst als Heider Anzeiger im Jahr 1869. Ihr Gründer, der Dithmarscher Kaufmann Johann A. Ebel, ließ die ersten Ausgaben als Lohndrucke in einer Druckerei in Wesselburen drucken. Bereits im Folgejahr richtete er seinen Betrieb jedoch als Gesamtunternehmen mit Verlag, Druckerei, Redaktion, Anzeigenabteilung und Akzidenzen (Auftragsdrucken) in Heide ein. Mit der offiziellen Erstausgabe am 1. Januar 1870 war der Heider Anzeiger geboren. Dieser erschien zunächst zwei Mal wöchentlich jeweils am Dienstag und Freitag. Die politische Einstellung der Zeitung stand den Nationalliberalen nahe.
Als Ebel 1883 verstarb, übernahm dessen Sohn Rudolf Ebel das Unternehmen. Dieser führte es bis zu seinem eigenen Tod im Jahr 1897. Nach der Übernahme durch Rudolf Ebels Witwe, die den Heider Anzeiger ab 1900 gemeinsam mit dem Redakteur und ihrem neuen Ehemann Paul Keller führte, verzeichnete das Blatt stetig sinkende Auflagezahlen und stand 1902 vor dem Aus. 
Eine Auffanggesellschaft, bestehend aus Landwirten und Kaufleuten aus der Region, übernahm den Betrieb. Unter ihnen war Gustav Adolph Thomsen, der die finanziellen Mittel mitbrachte, den Zeitungsvertrieb technisch auf den neuesten Stand zu bringen. Mit der Anschaffung von Typograph-Setzmaschinen konnte die Zeitung ab dem 1. Januar 1903 erstmals täglich erscheinen. Thomsen kaufte zudem die Heider Zeitung auf, die 1879 von Friedrich August Christian Pauly, dem Vater des Landrats und Niederdeutsch-Übersetzers Friedrich Pauly, gegründet wurde und 1896 eine Auflage von 1500 Exemplaren verzeichnen konnte. Der Untertitel der Heider Zeitung, Dithmarscher Generalanzeiger, wurde als Westholsteinischer Generalanzeiger übernommen. 1904 verzeichnete der Heider Anzeiger eine Auflage von täglich über 5000 Exemplaren.

### 1904 bis 1929: Friedrich Johnsen
Ab 1905 übernahm Friedrich Johnsen, der im Vorjahr als Redakteur zum Heider Anzeiger gekommen war, das Unternehmen als Geschäftsführer. Nachdem 1904 eine Rotationsdruckmaschine angeschafft worden waren, mit der sich die gesamte Zeitung in einem Arbeitsgang drucken und pfalzen ließ und die so den Produktionsprozess deutlich effizienter gestaltete, sorgte Johnsen für die weitere Modernisierung des Druckbetriebs. Er baute den Unternehmenszweig der Akzidenzdrucke aus und etablierte zudem den Werkdruck als dritten Unternehmenszweig. Ab 1914 warb der Heider Anzeiger als Heider Anzeiger GmbH, Buchdruckerei mit elektrischem Betrieb. Unter Johnsen erwarb das Unternehmen zudem das Grundstück am Wulf-Isebrand-Platz, das bis heute Verlagssitz ist. 
Während des Ersten Weltkriegs zeigte sich die Berichterstattung im Heider Anzeiger linientreu mit der Kriegspropaganda des Kaiserreichs. Auch nach Kriegsende deutete sich der aufkeimende Nationalsozialismus bereits an: Während der Weimarerer Republik wurden die Affinitäten zu den Deutschnationalen und den Nationalsozialisten zunehmend deutlicher.

### Max Boyens und der Zweite Weltkrieg
Nach dem Tod von Friedrich Johnsen übernahm dessen Schwiegersohn und gelernter Buchdrucker Max Boyens den Betrieb. Gemeinsam mit Chefredakteur Richard Spangenberg, Ehemann der Dramatikerin Erna Weißenborn, brachte er die Zeitung durch den Zweiten Weltkrieg. Im Jahr 1935 erwarb der Heider Anzeiger zudem die heute namensgebende Dithmarscher Landeszeitung, die bereits 1849 als Meldorfer Anzeigenblatt gegründet wurde. Ihre politische Ausrichtung war wie die dies Heider Anzeigers national-konservativ. Mit dem Erwerb der bis dahin größten Zeitung Süderdithmarschens änderte das Unternehmen seinen Namen und veröffentlichte ab 1937 als Westholsteinische Verlagsanstalt und Verlagsdruckerei Boyens & Co. 
Im Gau Nordmark, wie das heutige Schleswig-Holstein, Hamburg und Mecklenburg-Vorpommern von den Nationalsozialisten bezeichnet wurden, konnte die NSDAP 1933 die höchste Mitgliederdichte im Reich verzeichnen. Die Berichterstattung im Heider Anzeiger während des Zweiten Weltkriegs zeigte sich entsprechend parteikonform und war durchsetzt mit nationalsozialistischer Propaganda. Während zahlreiche andere Blätter infolge der Presseeinschränkungen durch das Regime schließen mussten, veröffentlichte der Heider Anzeiger bis Kriegsende 1945. Auch im Umgang mit dem eigenen Personal zeigte der Heider Anzeiger sich linientreu: Der Schriftsetzer und Korrektor Erich Böhlig, der politisch bei der Kommunistischen Partei tätig war, wurde nach einjähriger Haft im Konzentrationslager nicht wieder eingestellt. Er kam 1945 nach erneuter politischer Gefangenschaft im Kriegstreiben ums Leben. Heute erinnert ein Stolperstein vor dem Verlagsgebäude an Böhlig. 

### Die Nachkriegszeit
Nachdem die Pressezensur ab 1945 keinen Vertrieb ermöglichte, konnte die Zeitung am 1. April 1949 zunächst nur eine zwölfseitige Jubiläumsausgabe zum 80. Geburtstag veröffentlichen. Eine durch die Militärregierung erteilte Lizenz gab es nur für sogenannte „unbelastete“ Blätter, zu denen der Heider Anzeiger aufgrund seiner Nähe zu den Nationalsozialisten nicht zählte. Erst die Erteilung einer Generallizenz durch die im Grundgesetz verankerte Pressefreiheit ermöglichte einen Neustart im Oktober desselben Jahres. Am 1. Oktober 1949 erschien der ehemalige Heider Anzeiger erstmals als Dithmarscher Landeszeitung. Der Name sollte nicht nur eine Abkehr von der Zeit des Nationalsozialismus symbolisieren, sondern ging ebenfalls mit dem Anspruch einher, führende Zeitung zwischen Elbe und Eider zu werden. Geschäftsführer Max Boyens trennte sich außerdem von Chefredakteur Richard Spangenberg, der sich zur Zeit des Zweiten Weltkriegs als begeisterter Anhänger der nationalsozialistischen Ideologie gezeigt hatte. 
Dem in dem neuen Namen vertretenen Anspruch wurde die Dithmarscher Landeszeitung auch wirtschaftlich gerecht. Konkurrenzblätter in der Region kaufte der Betrieb auf. Nachdem die namensgebende Dithmarscher Landeszeitung bereits 1935 im Unternehmen aufgegangen war, folgte 1962 die Brunsbütteler Zeitung, deren Vorläufer die seit 1888 erscheinende Kanal-Zeitung gewesen war. 1964 folgte der Wesselburener Marschbote, 1970 gingen die 1898 gegründeten Büsumer Nachrichten in der Dithmarscher Landeszeitung auf.
Max Boyens brachte das Unternehmen technisch auf Vordermann. Neben dem Ausbau und der Einrichtung eines modernen Verlagshauses am Wulf-Isebrand-Platz, das Redaktion, Verlag, Verwaltung und eine eigene Buchhandlung unter einem Dach beherbergte, setzte Boyens auf den Druck im Offset-Verfahren, der 1974 für die DLZ zum Standard wurde. 

### 1975 bis 2003: Uwe Boyens
Nach dem Tod von Max Boyens 1975 übernahm dessen Sohn Uwe Boyens die Leitung. Dieser war 1959 im Alter von 28 Jahren in das Unternehmen seines Vaters eingetreten, nachdem er eine technische Lehre und das Studium der Betriebswirtschaft abgeschlossen hatte. In Uwe Boyens' Zeit als Geschäftsführer fielen einschneidende Entwicklungen im Bereich der Druck- und Zeitungstechnik. Mit Einführung des rechnergesteuerten Fotosatzes bei der DLZ verschwand der traditionelle Beruf des Setzers. Im Zuge der Umstellung erfolgte 1984 die Einrichtung einer neuen Offsetrotation mit Versandstraße und Papierlager. Die Betriebsfläche des Verlagshauses verdoppelte sich. Die Auflage der Dithmarscher Landeszeitung stieg in diesen Jahren auf 27000. Hinzu kamen jährlich etwa 35 neue Titel im Buchverlag sowie örtliche und amtliche Telefonbücher im Telefonbuchverlag. Auch der Anzeigenmarkt gewann an Bedeutung für das Unternehmen. Unter dem ursprünglichen Titel Heider Anzeiger erscheint seit 1980 ein Anzeigenblatt in der Kreisstadt Heide. Uwe Boyens kaufte zudem weitere Werbeblätter im Kreis Dithmarschen auf. 1990 erreichten die Anzeigenblätter eine Gesamtauflage von 90 000 Exemplaren. 
Eine weitere Neuerung im Betrieb war die frühzeitige Begründung eines Online-Angebots unter dem Namen Boyens Online, das bereits 1996 ans Netz ging. Zudem eröffnete die Verlagsanstalt ein eigenes Druckhaus in der Nachbargemeinde Weddingstedt, das jedoch im Jahr 2021 wieder geschlossen wurde.

### Seit 2003: Inken und Sönke Boyens
2003 ging Uwe Boyens in den Ruhestand und übergab die Geschäftsführung in die Hände seiner Kinder Inken und Sönke Boyens, die bis heute den Kopf der Boyens Medien GmbH & Co. KG bilden. Die Dithmarscher Landeszeitung wird bis heute in einer Vollredaktion erstellt und erscheint mit den Kopfblättern Dithmarscher Kurier, Brunsbütteler Zeitung und Marner Zeitung kreisweit in Dithmarschen sowie als vollwertiges Digitalformat. Das sechs Tage die Woche erscheinende Blatt ist mit einer Gesamtauflage von täglich knapp 20000 verkauften Exemplaren die auflagenstärkste Zeitung im Landkreis. Bis heute ist die Dithmarscher Landeszeitung wirtschaftlich unabhängig und nicht in einem Dachverband organisiert. 2020 konnte sie ihr 150-jähriges Bestehen feiern. Chefredakteur ist seit demselben Jahr Stefan Carl.

## Verlag
→ Hauptartikel: Boyens Medien
Die Zeitung erscheint im Verlag Boyens Medien GmbH & Co. KG. Das Medienhaus ist an zahlreichen Unternehmen beteiligt. Unter anderem hält es Anteile an dem privaten Sender Radio Schleswig-Holstein (R.SH), am Telefonbuchverlag für Telekommunikation Nord (TKN) in Rostock und am Blitz-Verlag in Mecklenburg-Vorpommern. Mehr als 200 Mitarbeiter sind bei dem Unternehmen beschäftigt.

## Engagement

### Schule macht Zeitung
Im Jahr 1991 startete die Dithmarscher Landeszeitung das Projekt Schule macht Zeitung (Schmaz), das bis heute in der Regel jährlich stattfindet und die Medienkompetenz von Schülern in den Jahrgangsstufen sieben bis 11 fördern soll. Teil des Projekts ist, dass die Schüler täglich eine Ausgabe der Dithmarscher Landeszeitung geliefert bekommen. Diese wird gemeinsam und mit Unterstützung einer pädagogischen Fachkraft gelesen und besprochen. Dabei können die Schüler selbst Themen- und Interessenschwerpunkte setzen. Auch ein Redakteursbesuch in der Klasse gehört zum Programm von Schule macht Zeitung. 

### Pop meets Classic
Boyens Medien richtet seit ihrer Gründung die Veranstaltungsreihe Pop meets Classic aus, die 2023 ihr 20-jähriges Jubiläum feierte. Bei der jährlichen Konzertveranstaltung spielen etablierte und Nachwuchsmusiker eine Mischung aus klassischer und moderner Musik. Die Dithmarscher Landeszeitung begleitet die Veranstaltung seit jeher redaktionell.

### Medienpartnerschaft bei den Brahms-Wochen
Die Dithmarscher Landeszeitung ist Medienpartner der Brahms-Wochen, einer jährlichen Veranstaltung der Brahms-Gesellschaft Schleswig-Holstein e. V., die seit 1997, dem 100. Todestag des Komponisten, ausgerichtet wird. Das Anliegen der Veranstaltung ist es, die Erinnerung an Leben und Werk von Johannes Brahms lebendig zu halten. Als Medienpartner unterstützt die Dithmarscher Landeszeitung diesen Auftrag durch redaktionelle Begleitung der Konzerte und Veranstaltungen. 

### News To Use
News To Use ist ein medienpädagogisches Projekt für Auszubildende, für das Boyens Medien mit der Dithmarscher Geschäftsstelle der Industrie- und Handelskammer Flensburg kooperiert. Ziel des Projekts ist es, das Allgemeinwissen und die Medienkompetenz der Auszubildenden über das Lesen der Tageszeitung und durch ein medienpädagogisches Begleitprogramm zu schulen. Beteiligen können sich Auszubildende jeglichen Lehrjahrs und Ausbildungsberufs aus ganz Dithmarschen. Zwölf Monate lang erhalten die Auszubildenden täglich eine Ausgabe der Dithmarscher Landeszeitung und haben Zugang zu den digitalen Angeboten des Verlags. In regelmäßigen Abständen beantworten sie Wissensfragen zur Zeitungslektüre. Bei der Abschlussveranstaltung des Projekts werden die Auszubildenden prämiert, die bei den insgesamt zehn Fragerunden am besten abgeschnitten haben.

### Dithmarscher Kreislauf
Der Dithmarscher Kreislauf ist ein Staffellauf durch die Region Dithmarschen, der 2022 erstmals von Boyens-Medien ausgerichtet wurde. Der Dithmarscher Kreislauf wird im Vorfeld sowie während der Veranstaltung redaktionell durch die Dithmarscher Landeszeitung begleitet. 

## Digitale Veröffentlichung

### E-Paper und News-App
Die Dithmarscher Landeszeitung erscheint als E-Paper sowie in Form einer News-App mit regionalen Push-Nachrichten. Zusätzlich gibt es eine Augmented-Reality-App, die die Zeitungslektüre unterstützt und erweitert. Werden die entsprechenden Symbole in der Zeitung mit der App gescannt, werden etwa statische zu Bewegtbildern und es können zusätzliche Formate und Informationen zum Artikel geladen werden. Die Apps stammen aus der hauseigenen Entwicklungsabteilung von Boyens-Medien. 

### Podcasts
Zum journalistischen portfolio gehören mehrere Podcastformate: Der am Freitag veröffentlichte Wochenblick, von Maurice Dannenberg und Jörg Lotze produziert, schaut auf die Zeitungswoche zurück und kommentiert regionale Neuigkeiten. Das Format Nachgefragt ist ein Interview-Podcast. Wechselnde Interviewpartner werden zu ihren Schwerpunktthemen von der DLZ-Redaktion befragt. De Döschkassen ist ein plattdeutscher Podcast von Kolumnist Heiko Kroll.

## Preise und Auszeichnungen

### Landesverdienstorden
Verlegerin Inken Boyens wurde 2022 vom Land Schleswig-Holstein mit dem Landesverdienstorden ausgezeichnet. Begründet wurde die Würdigung mit dem herausragenden Einsatz Boyens' für eine unabhängige Medienlandschaft. Neben ihrer Tätigkeit als Verlegerin der Dithmarscher Landeszeitung wurde sie in ihrer Funktion als Vorsitzende des Verbandes der Zeitungsverlage Norddeutschland sowie für ihr Engagement bei der Deutschen Industrie- und Handelskammertag, im ZDF-Fernsehrat und der Kinder- und Jugendstiftung Dithmarschen geehrt.

### Veltins Lokalsportpreis
Im Jahr 2020 erhielt die Dithmarscher Landeszeitung den zweiten Platz im bundesweit ausgeschriebenen Veltins Lokalsportpreis für die Berichterstattung "Das Wunder von Heide" in der Kategorie "Online". "Mit dem fußballerischen Großereignis eines Entscheidungsheimspiels zum Aufstieg in die Regionalliga spielt die                                                                        Lokalredaktion die Möglichkeiten der eigenen Kompetenz und der Schnelligkeit des Online-Auftritts vollends aus", begründete die Jury ihre Entscheidung.

## Auflage
Wie die meisten anderen Regionalzeitungen hat auch die Dithmarscher Landeszeitung an Auflage eingebüßt. Die verkaufte Auflage ist in den vergangenen 10 Jahren um durchschnittlich 4 % pro Jahr gesunken. Im vergangenen Jahr hat sie um 5,5 % abgenommen. Sie beträgt gegenwärtig 20.928 verkaufte Exemplare.
| 1998 | 1999 | 2000 | 2001 | 2002 | 2003 | 2004  | 2005  | 2006  | 2007  | 2008  | 2009  | 2010  | 2011  | 2012  | 2013  | 2014  | 2015  | 2016  | 2017  | 2018  | 2019  | 2020  | 2021  | 2022  | 2023  | 2024  |
| ---- | ---- | ---- | ---- | ---- | ---- | ----- | ----- | ----- | ----- | ----- | ----- | ----- | ----- | ----- | ----- | ----- | ----- | ----- | ----- | ----- | ----- | ----- | ----- | ----- | ----- | ----- |
|      |      |      |      |      |      | 31804 | 30377 | 30009 | 29392 | 29091 | 28536 | 28055 | 27677 | 26929 | 27155 | 26021 | 25956 | 24714 | 24396 | 23353 | 22640 | 21925 | 20928 | 19246 | 18244 | 17249 |